# Џош Онома
Џошуа Огенетега Питер Онома (енгл. Joshua Oghenetega Peter Onomah; Лондон, 27. април 1997) енглески је фудбалер, који тренутно игра за Тотенхем хотспер.